# وزارة الدفاع (تايلاند)
وزارة الدفاع (بالتايلندية: กระทรวงกลาโหม) هي وزارة حكومية على مستوى مجلس الوزراء في مملكة تايلاند. تتحكم الوزارة في القوات المسلحة الملكية التايلاندية وتديرها للحفاظ على الأمن القومي وسلامة الأراضي والدفاع الوطني. تتكون القوات المسلحة لتايلاند من ثلاثة فروع: الجيش الملكي التايلاندي، البحرية الملكية التايلاندية، والقوات الجوية الملكية التايلاندية. على الرغم من أن ملك تايلاند هو رئيس القوات المسلحة الملكية التايلاندية (بالتايلندية: จอมทัพไทย)، إلا ان منصبه اسمي شكلي. تدار الوزارة والقوات من قبل سياسي معين، وزير الدفاع، الذي يكون عضوا في مجلس الوزراء التايلاندي.ي شغل منصب وزير الدفاع الجنرال برايوت تشان أو تشا، الذي هو أيضًا رئيس الوزراء منذ 10 يوليو 2019.

## انظر ايضا
- معهد تكنولوجيا الدفاع (تايلند)

## وصلات خارجية
- الجيش الملكي التايلاندي
- البحرية الملكية التايلاندية
- سلاح الجو الملكي التايلاندي